# Baltasar García Urrutia
Baltazar García Urrutia Muro (Ferreñafe, 25 de agosto de 1838- Lima, 11 de enero de 1899) fue un abogado y político peruano. Fue diputado y senador por Lambayeque; ministro de Relaciones Exteriores en el gobierno de Miguel Iglesias (1884-1885); combatiente en la Guerra del Pacífico; presidente del Consejo de Ministros y nuevamente ministro de relaciones exteriores en el gobierno de Justiniano Borgoño (1894).

## Biografía
Baltazar García Urrutia Muro fue hijo de José García Urrutia y Zela y de Catalina Muro O'Kelly. Por parte de su padre, fue primo hermano de José Antonio García y García (abuelo de  José Antonio de Lavalle y García), así como también de Aurelio García y García (padre de la educadora lambayecana Elvira García y García), entre otros. 
Por vía materna, fue nieto del Coronel Baltazar Muro de Rojas, Prócer del actual departamento de Lambayeque en el proceso de la Independencia del Perú. García Urrutia Muro tuvo como tío a Manuel Antonio Muro O'Kelly, Diputado nacional en representación de Lambayeque (abuelo de Alfredo Solf y Muro). Y como primo hermano al hacendado Francisco Muro Niño Ladrón de Guevara, el cual aparece en la Canción Terrateniente de 300 Libras de Oro (en su Versión Original). 
Entre los sobrinos de García Urrutia Muro se encuentran Manuel Antonio Mesones Muro, el médico-cirujano Francisco Muro Pacheco, el pintor Ricardo Muro Grau, el doctor Genaro Barragán Muro (diputado por el departamento de Lambayeque). 
Baltazar García Urrutia Muro, elegido diputado por la provincia de Lambayeque, se incorporó al Congreso Constituyente de 1884 que aprobó el Tratado de Ancón García Urrutia Muro colaboró con el gobierno de Miguel Iglesias, asumiendo el 8 de abril de 1884 como ministro de Relaciones Exteriores en el gabinete presidido por Mariano Castro Zaldívar. 
El 9 de mayo de 1885 fue ratificado durante la renovación del Consejo de Ministros, que pasó a ser presidido por Joaquín Iglesias. Interinamente se encargó del portafolio de Justicia, por ausencia de su titular, monseñor Manuel Tovar y Chamorro, del 19 de junio al 21 de julio de 1885. Fue el último canciller del régimen iglesista, finalizando su periodo al producirse la dimisión de Iglesias, tras el triunfo de la revolución cacerista, el 2 de diciembre de 1885.
Volvió nuevamente a ser ministro de Estado durante el gobierno del coronel Justiniano Borgoño. En esta ocasión fue nombrado presidente del Consejo de Ministros y Canciller, que asumió el 1 de abril de 1894. Los demás integrantes de este gabinete eran: Guillermo Ferreyros (Gobierno); Martín Dulanto (Justicia e Instrucción); el coronel Francisco Antoyo (Guerra); y José Agustín de la Puente (Hacienda). En junio renunció De la Puente, siendo reemplazado por Horacio Ferreccio. Este gobierno de Borgoño dio pase a la segunda administración del general Andrés A. Cáceres, el 10 de agosto de 1894.